# Benoît Torloting
Benoît Torloting, né le 5 octobre 1966 à Villerupt (Meurthe-et-Moselle), est un dirigeant d'entreprise français. Il est diplômé de l'École Polytechnique (1986) et de l'École nationale supérieure des mines de Paris (1989).
Le 1er janvier 2022, il est nommé directeur général de Bouygues Telecom,,.

## Carrière
En 1989, Benoît Torloting entre chez REOSC, une entreprise française spécialisée dans l'optique de haute précision à destination de l'astronomie et du secteur aérospatial. Il intègre ensuite le secteur public, d'abord au ministère de l'Industrie, puis à la DATAR. En 1997, il est nommé conseiller technique au cabinet de Christian Sautter, alors secrétaire d'État au budget auprès de Dominique Strauss-Kahn, ministre de l'économie, des finances et de l'industrie.
En 1999, il entre chez Bouygues Telecom. Il y occupera successivement plusieurs postes dans le domaine du marketing ou de la relation client et sera également chargé de l'acquisition des fréquences 3G de l'opérateur. En 2009, il est nommé directeur général Réseau Clubs Bouygues Telecom, la filiale de l'opérateur chargée des points de vente.
En 2012, il lance B&YOU, dont les forfaits mobiles sont uniquement disponibles en ligne et qui se distingue par plusieurs innovations, notamment dans la commercialisation des terminaux. Fin 2014, B&YOU compte plus de 2 millions de clients. Dans les années qui suivent, il est nommé directeur général adjoint de Bouygues Telecom (chargé, dès 2015, du marché Grand public, puis des opérations Grand public et Entreprises), puis directeur général délégué et, enfin, directeur général en janvier 2022.
En tant que directeur général, il a précisé sa stratégie, qui consiste à faire de Bouygues Telecom « l'opérateur Premium abordable, la meilleure alternative au Leader », ce qui suppose notamment d'améliorer la qualité de service et de développer de nouvelles activités, notamment à destination des professionnels. À ce titre, en octobre 2022, il annonce un partenariat avec Dassault Systèmes, la Banque des territoires et le groupe La Poste, en vue de commercialiser un Cloud de confiance destiné au secteur public et aux entreprises.
En 2023, il prend position sur le débat relatif à l'utilisation de la bande passante des opérateurs européens par les grands acteurs de l'internet et, à cette occasion, il en appelle à un partage équitable des investissements entre les différents acteurs de la chaîne de valeur du numérique et souligne la nécessité de gérer les réseaux de manière sobre et durable,.